# Суботів (Івано-Франківський район)
Су́ботів — село в Україні, в Івано-Франківському районі Івано-Франківської області. Входить до складу Галицької міської громади.

## Історія
За офіційними радянськими даними засноване у 1940 році. За місцевою легендою село було засноване запорожцями, що поселилися тут під час Хмельниччини та назвали поселення на честь резиденції Хмельницького коло Чигирина. Хоча навпаки, саме села Галичини є дуже давніми, а Подніпров’я в часи Хмельницького тільки заселялось і нові поселення там називались за назвами тих сіл, звідки приїхали поселенці. 
Згадується 24 листопада 1438 року у протоколах галицького суду.
У реєстрі церков Войнилівського деканату на 4.03.1733 в Суботові значиться церква Різдва Господнього, яка вже не була новою.

## Пам’ятки
В селі зберігся зведений у 1924 р. пам’ятник Тарасові Шевченку.

## Відомі люди
- Богдан Блажкевич — доктор технічних наук, Заслужений діяч науки УРСР, син Івана та Іванни Блажкевичів, народився тут[4].
- Іван Блажкевич — директор школи в селі, чоловік Іванни Блажкевич[5].